# Pilolcura

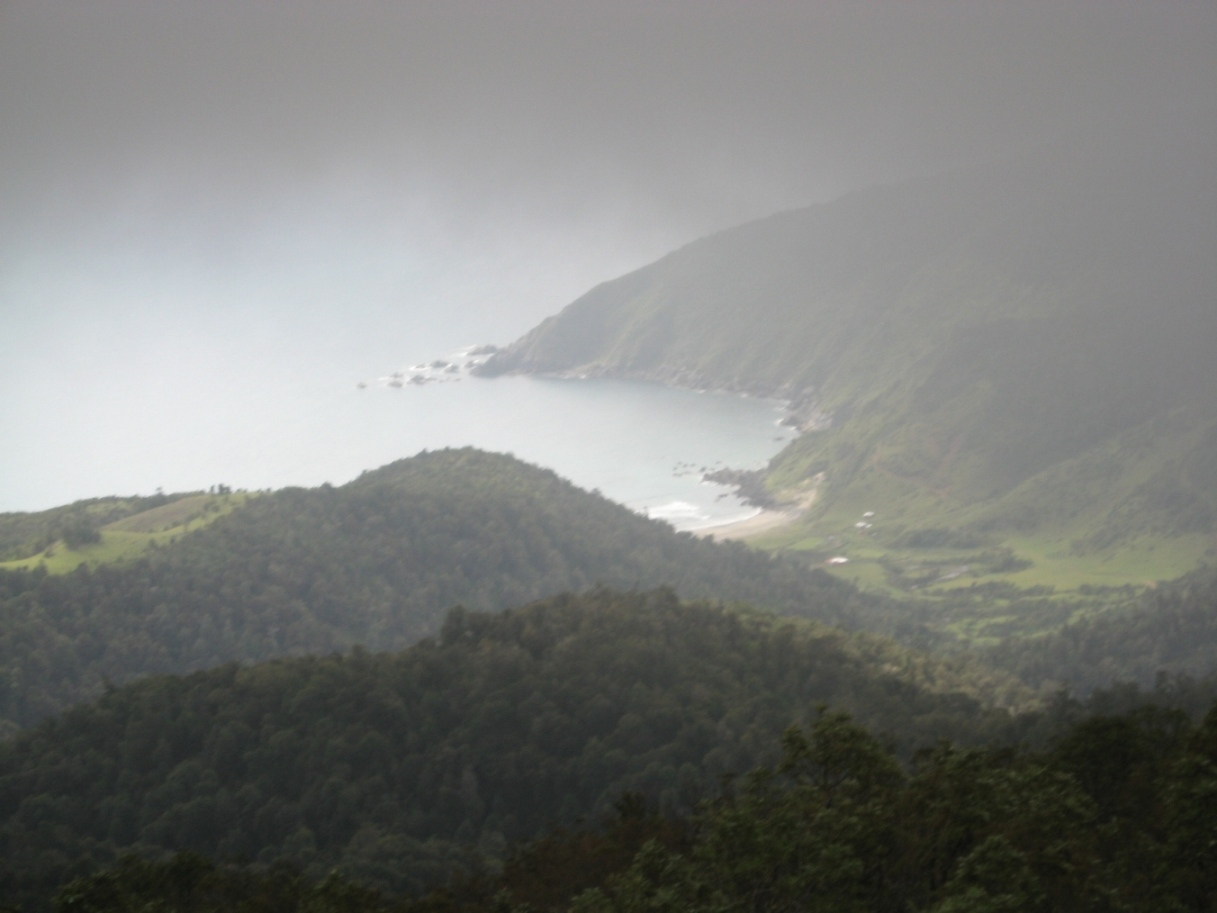
Playa de Pilolcura desde la cima del cerro Oncol de Valdivia.

Pilolcura es una pequeña localidad en la provincia de Valdivia, Chile. 
Está ubicada en la costa al norte de Niebla. Corresponde a una playa muy hermosa, que en un tiempo fue poco visitada, sin embargo en la actualidad es bastante conocida. Su única ruta de acceso terrestre (26 km desde Valdivia), es a través de un camino que diverge del camino al Parque Oncol.
Etimológicamente su nombre proviene de las palabras "pilo" (hueco) y "cura" (piedra), ambas en mapudungun. En conjunto significarían "Piedra hueca", en referencia a una formaciones rocosas ubicada frente de la playa y que ha sido perforada por el efecto erosivo de las olas. 
No existen escuelas o centros de atención médica. Pero los habitantes del lugar se prestan a la ayuda de sus vecinos en casos de diversas circunstancias. Los vecinos más cercanos a la playa permanecen en un conjunto heredado por Alberto Anwandter. Padre de 6 hijos y que en la actualidad solo unos tantos continúan viviendo por aquellos lugares.
Para poder llegar a las escuelas más cercanas y dar conocimiento a los jóvenes, se acude a las localidades vecinas como Bonifacio o Curiñanco. Estos lugares son de una gran belleza.
Sin embargo en la playa de Pilolcura no todo ha sido sonrisas. Pese a que existe aviso de que no es apta para el baño, los visitantes no toman en cuenta el riesgo que puede producirse al desobedecer esto. Es por diversos casos de peligro que se han organizado y han logrado instalar un puesto para salvavidas que se mantienen en tiempos de visitantes para su seguridad.
En cuestión de trabajo, Los habitantes de Pilolcura se han mantenido estables durante años. Se puede notar gran amabilidad de sus habitantes y también observar el gran bosque que rodea todo el hermoso Pilolcura.

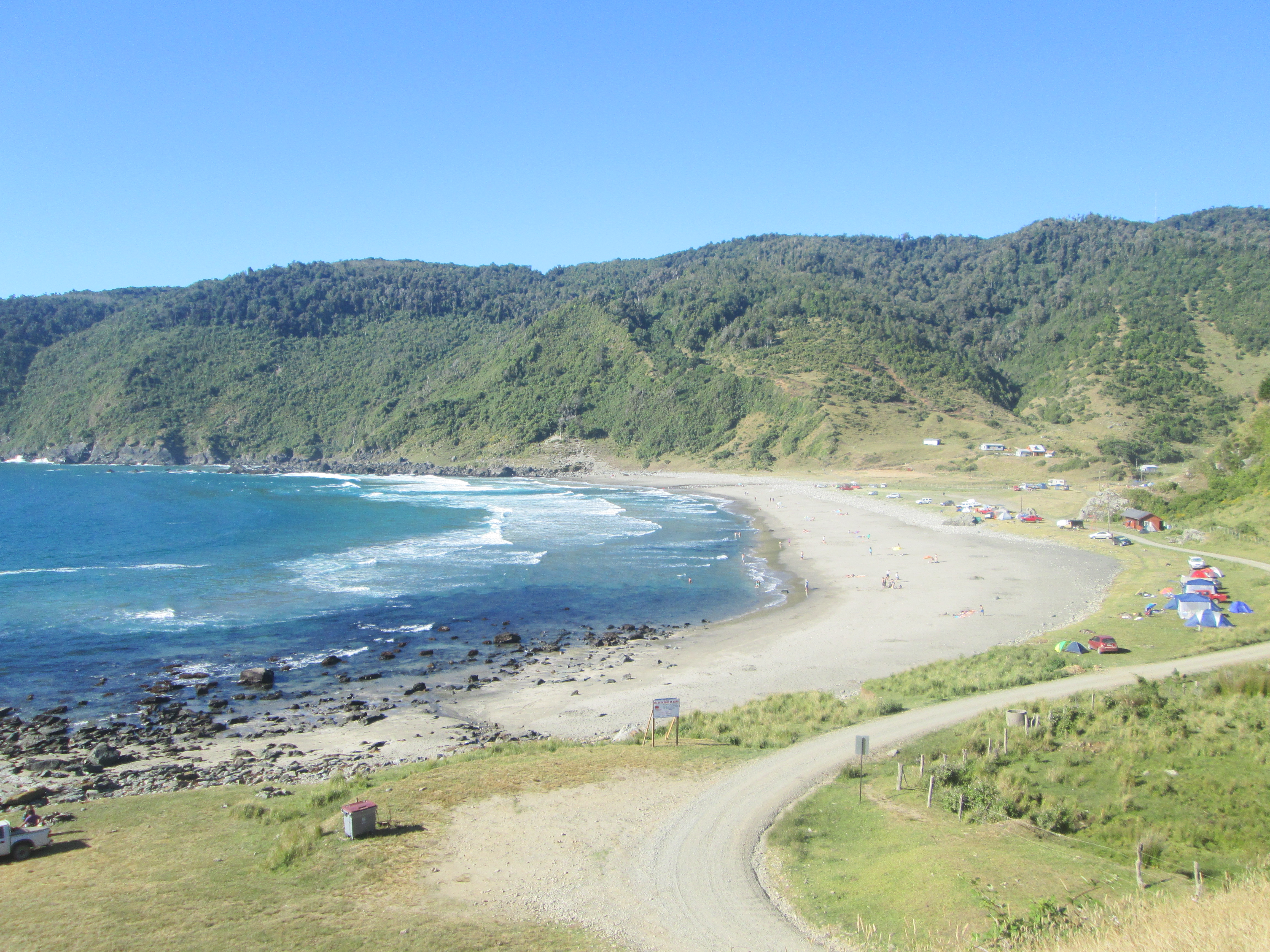
Playa bajo la luz del sol en Piloclura

- Datos: Q7194302
- Multimedia: Pilolcura / Q7194302